# Porto Vecchio
Porto Vecchio o Portovecchio (in francese Porto-Vecchio; in corso Portivechju; in epoca romana Portus Syracusanus) è un comune di 11 748 abitanti situato nel dipartimento della Corsica del Sud, nella regione francese della Corsica.

## Geografia fisica
Circondata da una vegetazione tipicamente mediterranea con uliveti centenari, è una delle località turistiche più frequentate dell'isola. Alcune delle spiagge più rinomate della Corsica, come Palombaggia e Santa Giulia, si trovano a pochi chilometri dal paese.
Le montagne situate in prossimità della città includono una riserva naturale, la foresta dell'Ospedale, meta di escursioni.
Confina con il comune di Zonza attraverso il passo della Bocca d'Illarata e il passo della Bocca di Pelza lungo la strada D 368.

## Storia
Di origine genovese, Porto Vecchio è la terza città della Corsica dopo Bastia e Ajaccio e si trova nella parte meridionale dell'isola. La sua costruzione è stata pianificata dalla Repubblica di Genova nel 1539 e, negli anni successivi, la cosiddetta "Cittadella" è stata più volte distrutta e ricostruita.
Oggi la Cittadella si presenta con case e vicoli di pietra, soprattutto porfido, ed è circondata dai bastioni. Arroccata su un promontorio che raggiunge i 900 metri sulla sommità del massiccio dell'Ospedale (U Spidali) si trova una frazione del paese costruita come un villaggio di montagna.
Intorno al porticciolo turistico si è sviluppata la "Marina", che illumina il golfo con ristoranti, bar, locali e appartamenti sul mare.

## Società

### Evoluzione demografica
Abitanti censiti

## Economia
Porto Vecchio è una rinomata località turistica, meta soprattutto di villeggianti francesi ma molto frequentata anche dagli italiani. La sua economia si basa soprattutto sugli introiti derivanti dall'afflusso turistico, avendo un ampio porto organizzato per l'ormeggio di imbarcazioni anche di grande metratura.
Dalla Marina di Porto Vecchio è possibile fare il giro delle isole delle Bocche di Bonifacio grazie ai numerosi viaggi giornalieri su barche organizzate per il trasporto passeggeri.

## Infrastrutture e trasporti
Possiede uno dei porti turistici più importanti dell'isola, dopo quello di Ajaccio, ed offre alle barche a vela una baia riparata e circondata da colline di querce da sughero.
Fra il 1935 e il 1945 fu stazione terminale della dismessa ferrovia della Costa orientale.